# Næsten voksen
Næsten voksen er en dansk serie af ungdomsfilm i 7 afsnit fra 2009. Serien, der er produceret af Helle Faber og Mette Heide, handler om unge i alderen 14 til 19 år.

## Afsnit
| Nr. | Titel                       | Instruktion og manuskript      | Musik            | Fotografering                                   | Klip                          |
| --- | --------------------------- | ------------------------------ | ---------------- | ----------------------------------------------- | ----------------------------- |
| 1 | "Store piger græder ikke"   | Louise Kjeldsen                | Frithjof Toksvig | Anders Birch, Louise Kjeldsen, Thomas Gerhardt  | Marie-Louise Bordinggaard     |
| Maisha har sammen med sin lillebror boet hos sine plejeforældre, siden hendes mor blev deporteret tilbage til Tanzania efter at have smuglet narkotika. Trods og teenageoprør bobler i Maisha og påvirker alle omkring hende. For at holde kontakten til sin mor, ringer hun til Tanzania hver uge, men hun vil meget hellere besøge hende for at fortælle, hvor dumt og forkert hun synes, moderen har opført sig. Rejsen bliver en realitet, og pludselig skal Maisha stå ansigt til ansigt med sin mor og hendes løgne. |                             |                                |                  |                                                 |                               |
| 2 | "Lille voksen"              | Patrik Book, Anders Gustafsson | Patrik Book      | Anders Löfstedt, Anders Gustafsson, Patrik Book | Ida Bregninge                 |
| Xenia på 14 år er ikke som andre teenagere med gadgets, fester og masser af venner. Det meste af sit liv har hun påtaget sig et stort arbejde med at hjælpe sin enlige mor med at købe ind og passe sine tre mindre søskende. Selv om Xenia er stolt af det ansvar, hun har i familien, har det også negativ indflydelse på hendes sociale liv og hendes lektier. Da Xenia starter på efterskole, får hun muligheden for at begynde forfra. Men kan hun overhovedet gribe chancen, slippe ansvaret og blive en teenager, som alle andre? |                             |                                |                  |                                                 |                               |
| 3 | "Jagten på den eneste ene"  | Cathrine Marchen Asmussen      |                  | Thomas Marott                                   | Yrsa Wedel                    |
| Bedstevennerne, Anders og Peter, kan ved første blik godt forekomme en smule malplacerede. De bor stadig hjemme hos deres forældre og leder med lys og billygte efter den store kærlighed. Og her er deres mødre gode forbilleder, for Anders og Peter vægter aftensmad og rengjorte hjem meget højt. 'Jagten på den eneste ene' er en underfundigt, underspillet dokumentar, der vækker mindelser til Max Kestners 'Nede på jorden' og deadpan-komik som hos Jim Jarmusch og Aki Kaurismäki. |                             |                                |                  |                                                 |                               |
| 4 | "Terrorist ved et tilfælde" | Nagieb Khaja, Miki Mistrati    | Thomas Knak      | Henrik Bohn Ipsen                               | Ida Bregninge                 |
| Cem er en ung tyrker, som lever i Danmark. Han er træt af at blive associeret med terrorisme, bare fordi nogle unge muslimer udfører selvmordsaktioner i guds hellige navn. Cem beslutter sig for at finde ud af, hvad der får nogle af dem til at udvikle sig i en fanatisk religiøs retning. Igennem researcharbejde støder Cem på en ung fyr ved navn Abdul Kadir, som har den samme alder og baggrund som han selv. Forskellen er, at Abdul Kadir sidder fængslet i Bosnien for planlægning af islamisk terror mod et ukendt europæisk mål, og Cem går på universitet i Danmark. Cem beslutter sig for at opsøge Kadir for at undersøge, hvordan han er havnet i fængsel i Bosnien, og finder snart ud af, at sandheden kan antage mange former. |                             |                                |                  |                                                 |                               |
| 5 | "Drengene fra 3.G"          | Jannik Splidsboel              |                  | Bøje Lomholdt, Thomas Gerhardt, Esben Blaakilde | Stig Bilde, Mette Esmark      |
| Anton og Felix går i 3. G på gymnasiet. De to venner siger sjældent nej til fest og sjov, og da de begge har samme (mangel på) arbejdsmoral, står det lidt sløjt til med skolearbejdet. Navnlig Felix halter bagud, og han må en tur forbi rektors kontor. Det begynder for alvor at gå op for ham, at han faktisk skal til studentereksamen om ikke så længe. Især står det rigtigt skidt til med spansk for begge drengene. Men hvordan retter man op på to et halvt års fravær på så kort tid? De to tager sig sammen og rejser bl.a. på studietur til Barcelona. Men når man er 18-19 år er der mange sjove faldgruber, og det kan være svært, om ikke umuligt, ikke at falde i.                                                                 |                             |                                |                  |                                                 |                               |
| 6 | "En feminin dreng"          | Nanna Frank Møller             |                  | Nanna Frank Møller                              | Marlene Billie Andreasen      |
| 14-årige Hairon elsker pigetøj, make-up, høje sko og stramtsiddende kjoler. Ikke specielt almindeligt for en 14-års dreng i Fredericia. Ikke desto mindre iklæder den brasilianskfødte Hairon, der til daglig bor med sin mor og stedfar i den danske provinsby, sig dagligt det store glitrende antræk. Der skal mod, vilje og integritet til at trodse provinsens almindelighed - og det har Hairon. Men da moderen tager Hairon med til Brasilien, for at han kan møde sin biologiske far, tager historien en noget uventet drejning. |                             |                                |                  |                                                 |                               |
| 7 | "Usynlige piger"            | Sidse Stausholm                |                  | Magnus Nordenhof Jønck                          | Steen Johannessen, Yrsa Wedel |
| En film om tre piger, der føler sig udenfor og ensomme i skolen. De er i årevis blevet drillet, ignoreret eller har selv trukket sig væk, og nu er deres rolle som outsidere fastlåst. Men Maiken, Maria og Silan er tre stærke piger, som har viljen til at ændre deres situation - ligesom det langsomt i filmen går op for dem, at det ikke er deres egen skyld, at de er udenfor. De mødes på nettet, hvor de skaber en avatar - en figur, der er deres online identitet - og skriver sammen om de problemer, de har til fælles, og de løsninger, de håber på. De støtter hinanden på rejsen mod en erkendelse af, hvem de er, hvem de gerne vil være, og hvordan de skal nå derhen.                                                             |                             |                                |                  |                                                 |                               |